# 滋賀県道10号長浜停車場線
滋賀県道10号長浜停車場線（しがけんどう10ごう ながはまていしゃじょうせん）は、滋賀県長浜市長浜駅前交点を起点に長浜市元浜町に至る県道（主要地方道）である。「ぱるむロード」の通称名がある。

## 概要
滋賀県道2号大津能登川長浜線が指定されていて、全区間が重複区間となっており、路線延長が0.0 kmとなっている。
2009年には電線地中化工事が実施されている。

### 路線データ
- 起点：長浜市北船町
- 終点：長浜市元浜町

## 歴史
- 1920年（大正9年）4月1日 - 県道に指定されており、現存の中で最も古い県道のひとつである[3]。

## 地理

### 通過する自治体
- 長浜市

### 交差する道路
- 滋賀県道2号大津能登川長浜線（長浜市北船町、起点）
- 外堀くすのき通り
- 郡上通り
- ローズタウン浜京極
- 北国街道（博物館通り）
- 滋賀県道509号間田長浜線・滋賀県道556号長浜近江線（長浜市元浜町・高田町交差点、終点）

### 沿線にある施設など
- 西日本旅客鉄道（JR西日本）琵琶湖線（北陸本線） 長浜駅
- 平和堂 長浜店
- 滋賀銀行 長浜駅前支店
- 一心寺
- 長浜信用金庫 本店